# Douro (província)
A província do Douro era uma antiga divisão administrativa de Portugal, criada em 1832, englobando a parte litoral da antiga província da Beira e a parte sul da antiga província de Entre-Douro-e-Minho.
Em 1835 tornou-se, apenas, um agrupamento de distritos para fins estatísticos e de referência regional, englobando o Distrito do Porto e uma parte do Distrito de Aveiro.
Na restauração da divisão administrativa em províncias em 1936, a antiga Província do Douro não foi recriada, sendo, o que era o seu território, dividida pelas novas províncias do Douro Litoral e da Beira Litoral.